# Fuji T-7
Fuji T-7 je japonský turbovrtulový cvičný letoun vyvinutý společností Fuji Heavy Industries. Slouží pro základní pilotní výcvik. Jeho jediným uživatelem jsou Japonské vzdušné síly sebeobrany.

## Vývoj

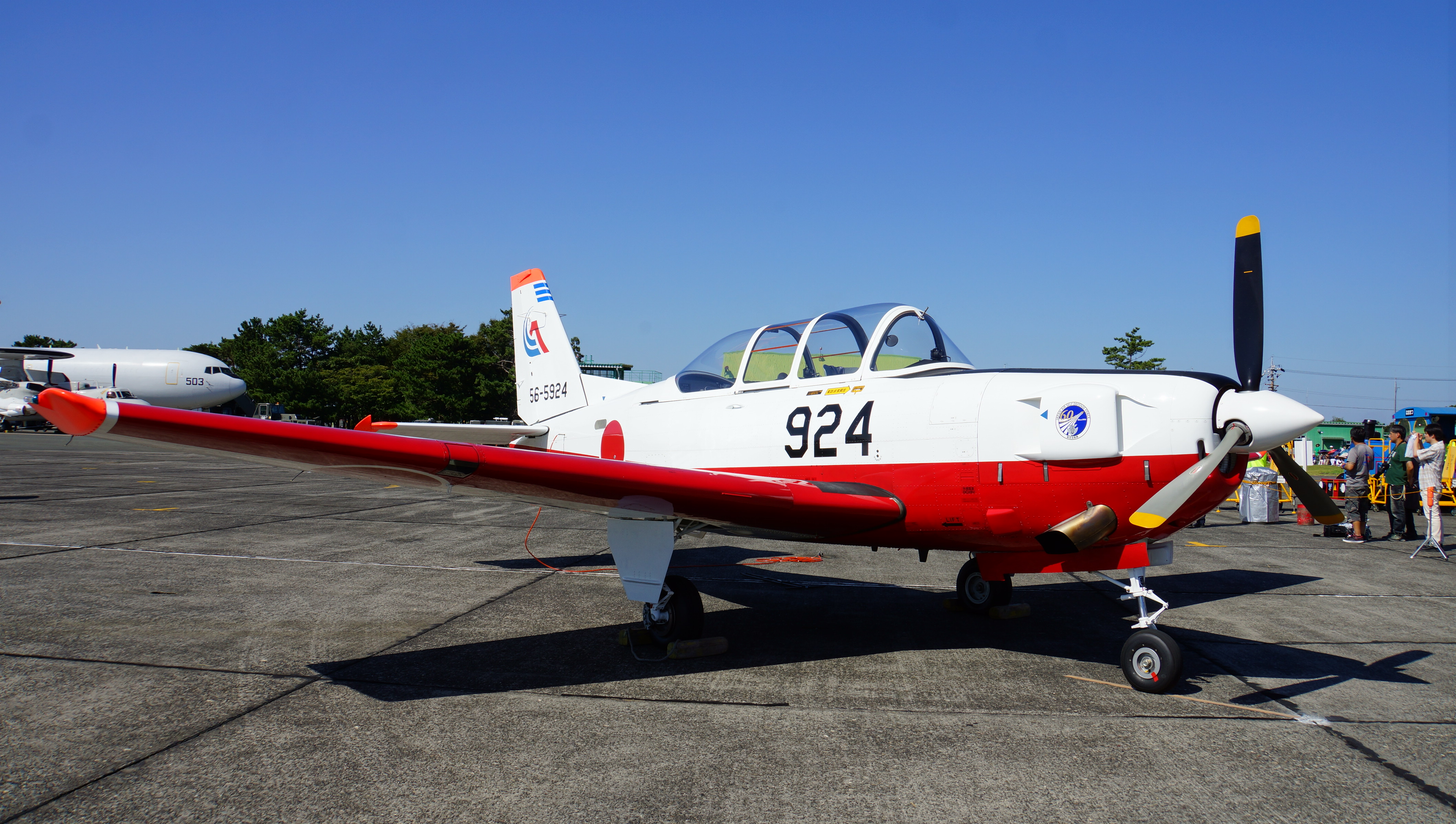
Fuji T-7 na letišti Hamamacu

Typ Fuji T-7 byl vyvinut jako náhrada za cvičné letouny Fuji T-3. Vznikl dalším vývojem právě tohoto typu a původně nesl poznačení T-3 Kai.  V soutěži na nový cvičný letoun japonského letectva byl v září 1998 vybrán letoun T-7, který tak porazil švýcarský typ Pilatus PC-7. Soutěž ale byla následně zrušena kvůli korupčnímu skandálu. Při opakování soutěže byl opět vybrán typ T-7, přičemž bylo objednáno 49 kusů. První let prototypu proběhl v červenci 2002. Zkoušky nového typu byly úspěšně splněny v lednu 2003.
Ještě v roce 2002 začala sériová výroba. První sériový letoun byl předán v září 2002. Všech 49 letounů bylo dodáno do září 2008.

## Konstrukce

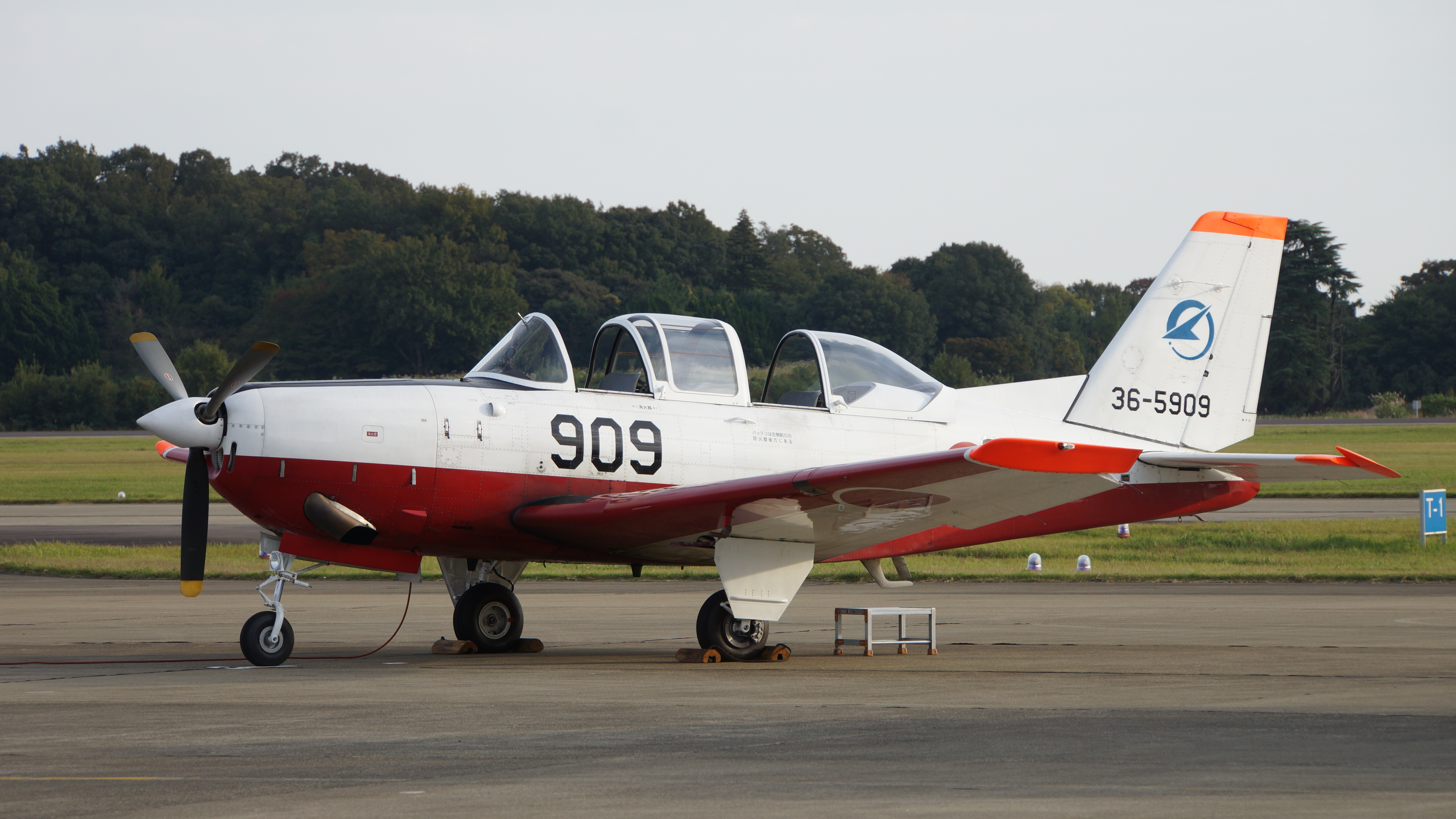
Fuji T-7 na letišti Gifu

Jedná se o celokovový dvoumístný jednomotorový dolnoplošník se zatahovacím příďovým podvozkem. Dvojčlenná posádka (pilot, instruktor) sedí v přetlakové kabině s tandemovým uspořádáním. Letoun pohání turbovrtulový motor Rolls-Royce 250-B17F o startovním výkonu 450 hp a letovém výkonu 380 hp.

## Uživatelé
- Japonské vzdušné síly sebeobrany

## Specifikace (Fuji T-7)
Platí pro Fuji T-7:

### Technické údaje
- Posádka: 2
- Rozpětí: 10,04 m
- Délka: 8,59 m
- Výška: 2,96 m
- Nosná plocha: 16,5 m²
- Hmotnost prázdného letounu:
- Maximální vzletová hmotnost: 1585 kg
- Pohonná jednotka: 1× turbovrtulový motor Rolls-Royce 250-B17F
- Výkon pohonné jednotky: 380 hp

### Výkony
- Cestovní rychlost: 296 km/h
- Maximální rychlost: 376 km/h
- Dostup: 7620 m
- Dolet: ? km